# Matic Repnik
Matic Repnik (* 28. Februar 2001 in Ljubljana, Zentralslowenien) ist ein slowenischer Biathlet. Seit 2023 startet er im Weltcup.

## Sportliche Laufbahn
Matic Repnik gab sein internationales Debüt bei den Sommerbiathlon-Juniorenweltmeisterschaften 2018 und erreichte die Ränge 51 und 44 in Sprint und Verfolgung. In den Jahren 2018 bis 2020 startete er ausschließlich auf Juniorenebene, so startete er im Junior-Cup und wurde im Dezember 2019 einmal Sechster auf dieser Ebene. Sein bestes Ergebnis bei Jugendweltmeisterschaften war Rang elf im Einzel 2020, im selben Jahr resultierte zudem mit Jernej Goropečnik und Lovro Planko der vierte Platz im Staffelbewerb. Im Januar 2021 gab der Slowene sein Debüt im IBU-Cup und nahm daraufhin auch an den Europameisterschaften teil, erreichte aber Ergebnisse außerhalb der besten 50 Athleten. Bei den Sommerbiathlon-Juniorenweltmeisterschaften verpasste er schließlich als Fünfter des Sprints eine Medaille knapp. Den Winter 2021/22 bestritt Repnik nach unterdurchschnittlichen Ergebnissen im IBU-Cup wieder auf Juniorenebene, konnte aber auch dort nicht wirklich überzeugen. Bei den Juniorenweltmeisterschaften 2022 erzielte er Rang 12 im Einzel sowie Platz fünf mit der Männerstaffel, am Saisonende gewann er in Ridnaun mit Rang 27 im Verfolger seine ersten Ranglistenpunkte auf der zweithöchsten Rennebene. Durchschlagende Ergebnisse blieben auch 2022/23 aus, Repnik nahm an den Europameisterschaften teil und erreichte zweimal die Top 30 im IBU-Cup. Etwas unglücklich verlief das Saisonende, da der Slowene im Verfolgungs- und Single-Mixed-Wettkampf bei den Junioreneuropameisterschaften sowie mit der Mixedstaffel bei den Juniorenweltmeisterschaften insgesamt drei vierte Plätze erreichte und damit eine Medaille jeweils recht knapp verpasste.
Zu Beginn der Saison 2023/24 gab Repnik in der Mixedstaffel von Östersund seinen Einstand im Weltcup und bestritt auch das darauffolgende Sprintrennen, wurde danach aber wieder in den IBU-Cup versetzt. In Antholz war der Slowene dann wieder Teil des Weltcupteams und ergatterte als 38. des verkürzten Einzels seine ersten Weltcuppunkte. Ähnlich verlief der Folgewinter: Repnik bekam zu Saisonbeginn und im zweiten Trimester einige Weltcupeinsätze, erreichte aber stets unterdurchschnittliche Platzierungen. Daher startete er in der zweiten Saisonhälfte ausschließlich im IBU-Cup und erreichte auf dieser Ebene einen 24. Platz als Bestergebnis.

## Persönliches
Matic Repnik stammt aus Ihan nordöstlich von Ljubljana. Sein drei Jahre jüngerer Bruder Tadej ist ebenfalls als Biathlet aktiv.

## Statistiken

### Weltcupplatzierungen
Die Tabelle zeigt alle Platzierungen (je nach Austragungsjahr einschließlich Olympische Spiele und Weltmeisterschaften).
- 1.–3. Platz: Anzahl der Podiumsplatzierungen
- Top 10: Anzahl der Platzierungen unter den ersten zehn (einschließlich Podium)
- Punkteränge: Anzahl der Platzierungen innerhalb der Punkteränge (einschließlich Podium und Top 10)
- Starts: Anzahl gelaufener Rennen in der jeweiligen Disziplin
- Staffel: inklusive Mixed- und Single-Mixed-Staffeln

| Platzierung               | Einzel | Sprint | Verfolgung | Massenstart | Staffel | Gesamt |
| ------------------------- | ------ | ------ | ---------- | ----------- | ------- | ------ |
| 1. Platz                  |        |        |            |             |         |        |
| 2. Platz                  |        |        |            |             |         |        |
| 3. Platz                  |        |        |            |             |         |        |
| Top 10                    |        |        |            |             |         |        |
| Punkteränge               | 1      |        |            |             | 2       | 3      |
| Starts                    | 3      | 4      |            |             | 2       | 9      |
| Stand: Saisonende 2024/25 |        |        |            |             |         |        |

### Weltcupwertungen
Ergebnisse bei Weltcups (Disziplinen- und Gesamtweltcup) gemäß Punktesystem.
| Saison  | Einzel | Einzel | Sprint | Sprint | Verfolgung | Verfolgung | Massenstart | Massenstart | Gesamt | Gesamt |
| Saison  | Platz  | Punkte | Platz  | Punkte | Platz      | Punkte     | Platz       | Punkte      | Platz  | Punkte |
| ------- | ------ | ------ | ------ | ------ | ---------- | ---------- | ----------- | ----------- | ------ | ------ |
| 2023/24 | 63.    | 3      | –      | –      | –          | –          | –           | –           | 90.    | 3      |

### Jugend-/Juniorenweltmeisterschaften
Repnik nahm bis 2020 an den Jugend-, ab 2022 an den Juniorenwettkämpfen teil.
| Weltmeisterschaften | Weltmeisterschaften | Einzelwettbewerbe | Einzelwettbewerbe | Einzelwettbewerbe | Staffelwettbewerbe | Staffelwettbewerbe |
| Jahr                | Ort                 | Einzel            | Sprint            | Verfolgung        | Herrenstaffel      | Mixedstaffel       |
| ------------------- | ------------------- | ----------------- | ----------------- | ----------------- | ------------------ | ------------------ |
| 2019                | Osrblie             | 18.               | 44.               | 23.               | 17.                | nicht ausgetragen  |
| 2020                | Lenzerheide         | 11.               | 27.               | 11.               | 4.                 | nicht ausgetragen  |
| 2022                | Soldier Hollow      | 12.               | 33.               | 27.               | 5.                 | nicht ausgetragen  |
| 2023                | Schtschutschinsk    | 35.               | 35.               | 26.               | 15.                | 4.                 |